# 黎景熙
黎景熙，字季明，河间郡鄚县（今河北省雄县鄚州镇）人，南北朝时期北魏末年至北周学者、官员，北魏敷城郡太守黎琼的儿子。
他曾跟随祖父黎广学习古文字，继承了其学术。他还喜好占卜和天文，藏书达一千多卷，在狭小的居所中过着简朴的生活，与范阳的卢道源结为莫逆之交。永安年间，在卢道源的劝说下，黎景熙首次为官，担任威烈将军。魏孝武帝初年，转任镇远将军，不久后被任命为步兵校尉。北魏分裂为东魏、西魏后，黎景熙归顺东魏的侯景，获授银青光禄大夫之职，加授中军将军称号，担任行台郎中，后又被任命为黎阳郡太守。他虽进入侯景麾下的悬瓠，但察觉到侯景不足以信赖，便弃官离去。因厌恶不清净的官场，想过悠然自得的生活，他在颍川开始了寄居生活。西魏的王思政驻守颍川时，多次派使者征召他，黎景熙无奈之下与王思政会面，在其府内馆舍停留了一个多月，之后又受宇文泰召见，进入关中。他奉命在东阁校定古今文字，与赵文渊、沈遐等人一同刊行《说文解字》和《字林》的新版本。西魏大统末年，黎景熙获授安西将军称号，不久后被任命为著作佐郎。他专心职务、勤于著述，却因性格固执不合时宜，只担任史官之职，十年间未被召见。554年（西魏恭帝元年），晋升为平南将军、右银青光禄大夫。556年（西魏恭帝三年），朝廷设立六官制度，他担任外史上士。557年（周孝闵帝元年），北周建立后，黎景熙被加授征南将军、右金紫光禄大夫之职。559年（周明帝三年），贺兰祥攻打吐谷浑时，他随军出征，凯旋后获授骠骑将军、右光禄大夫之职。560年（武成二年），转任外史下大夫。563年（保定三年），周武帝计划大规模修建宫殿，而这一年春夏持续干旱，百姓困苦，黎景熙上书劝谏。568年（天和三年），晋升为车骑大将军、仪同三司，后因病去世。